# Иоафам
Иоафа́м (ивр. יוֹתָם‎, Йотам — «Бог совершенен»), сын Озии, — иудейский царь.
На царствование Иофама пришлось начало деятельности пророка Исайи, который в целом хорошо относился к нему, считая его благочестивым царем. Иофам поддерживал Иерусалимский храм с его учреждениями и заботился о подъёме религиозно-нравственного состояния народа. При нём выступали также пророки Осия и Михей, которые содействовали благополучию царства (4 Цар. 15:30—38; 2 Пар., гл. 26 и 27).
Иофам провел удачную военную кампанию против Аммона. Много усилий он потратил на укрепление обороноспособности страны. Внешнеполитическая ситуация была тревожной, ассирийская угроза стала реальной как никогда. Израиль и Дамасское царство образовали антиассирийскую коалицию и непременно хотели видеть среди своих союзников Иудею. Иоафам категорически отказался участвовать в коалиции, что вызвало сильное раздражение израильского царя Менахема и арамейского царя Рецина (740—732 г. до н. э.).
Иофам сравнительно благополучно царствовал 16 лет.
В 1940 году, в ходе археологических раскопок, проводимых американским археологом Нельсоном Глюком, в древнем библейском городе Эцион Гевер, возле современного израильского города Эйлат, был найден оттиск печати иудейского царя Йотама .